# Comedystreet

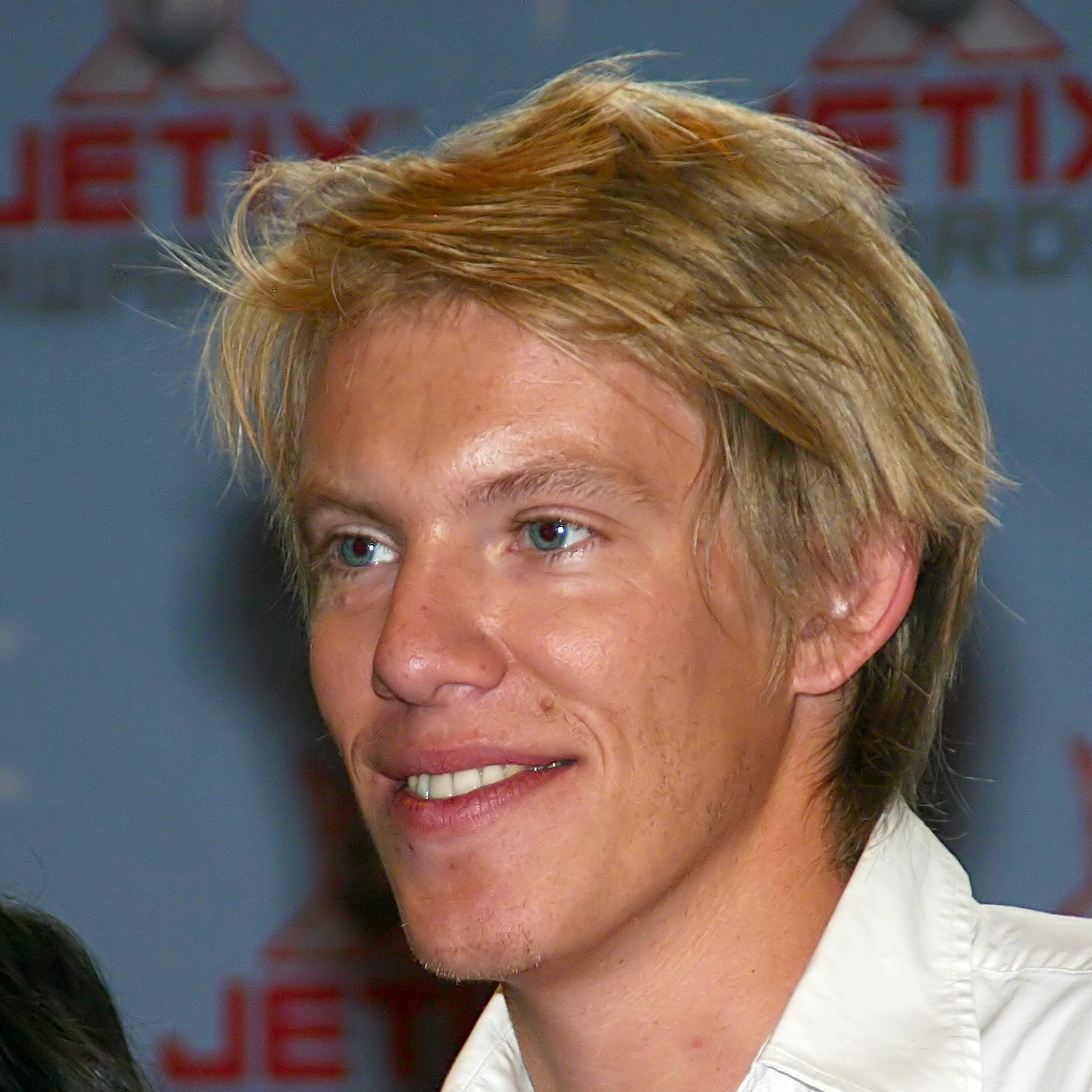
Moderator Simon Gosejohann

Comedystreet ist eine deutsche Unterhaltungssendung von und mit dem Protagonisten Simon Gosejohann, die von 2002 bis 2013 ausgestrahlt wurde. Am 5. Juni 2024 kündigte ProSiebenSat.1 eine Neuauflage der Comedystreet mit Gosejohann beim Streaminganbieter Joyn an. Die vorerst 20 neu produzierten Episoden werden seit dem 7. August 2024 veröffentlicht. Zur Verstärkung kommen die Moderatorin Sandra Sprünken und der Social-Media-Star Marco Gianni.

## Drehorte
Gosejohann schlüpft in unterschiedliche Rollen und erschreckt und schockiert Passanten auf der Straße. Viele seiner Sketche wurden in Nordrhein-Westfalen gedreht, speziell im Ruhrgebiet in kleineren Städten wie Witten, Ratingen, Hattingen oder Lüdenscheid, vor allem aber in den Großstädten Dortmund, Bochum und Essen, teilweise aber auch in der Metropolregion Rhein-Ruhr in Städten wie Wuppertal und Düsseldorf. Andere häufige Drehorte sind die Inseln Sylt und Norderney. Einige Sketche wurden auch in ausländischen Städten wie Paris und Prag gedreht. Sein Agieren wird dabei von einer versteckten Kamera aufgezeichnet.

## Ausstrahlung
Der Fernsehsender ProSieben strahlte, als deutsche Adaption der Sendung Trigger Happy TV, am 2. September 2002 die erste Folge aus. Am 13. Juli 2006 begann ProSieben mit der Ausstrahlung der dritten Staffel. Die vierte Staffel strahlte ProSieben von Juli bis August 2007 aus. Aufgrund der zufriedenstellenden Quoten wurde eine fünfte Staffel bestätigt. Sie war ab dem 13. Januar 2009 dienstags ab 22:15 Uhr auf ProSieben zu sehen. Oktober 2010 bis September 2011 strahlte Comedy Central Wiederholungen der Sendung aus.
Die sechste Staffel wurde unter dem Namen Comedystreet XXL seit dem 21. Juli 2009 um 20:15 Uhr ausgestrahlt. Gosejohann nahm hier nicht nur ahnungslose Passanten, sondern auch Prominente aufs Korn. Ab 11. Juni 2011 lief in unregelmäßigen Abständen samstags gegen 22 Uhr die zweite und bisher letzte Staffel Comedystreet XXL, in welcher aufgrund der großen Bekanntheit Gosejohanns vor allem im Ausland und/oder mit teils aufwändiger Maske gedreht wurde. Am 9. März 2013 wurde mit einer dreistündigen Sondersendung unter dem Namen Comedystreet xXx, in welcher Ausschnitte aus bereits ausgestrahlten Folgen gezeigt wurden, mit Verspätung das zehnte Jubiläum gefeiert.
2016 setzte Gosejohann die Serie indirekt unter dem neuen Namen Simonstreet XL als Kooperation mit Clipfish fort. Es wurde bisher eine Staffel mit 6 Folgen gezeigt.
Nachdem die sechste Staffel auf Joyn veröffentlicht wurde, strahlt ProSieben diese seit dem 4. September 2024 am Mittwochabend aus.

## Produktion
Das Drehteam besteht aus Simon Gosejohann selbst, einem Kameramann (sein Bruder Thilo Gosejohann), welcher meist nicht erkannt wird, dem Regisseur (Jens Holzgreve), Maske und Kostüm. Dabei werden aus rechtlichen Gründen sämtliche auftauchenden Passanten aufgeklärt und um Sendeerlaubnis gebeten. In einigen Szenen tritt auch Pornodarstellerin und Schauspielerin Tyra Misoux in Erscheinung.

## Auszeichnungen
- 2009: Deutscher Comedypreis – Beste Versteckte Kamera

## Trivia
Die Sendung ist nicht zu verwechseln mit der 1991 vom Hessischen Rundfunk produzierten Sketch-Reihe Comedy-Street mit Constanze Harpen und Katharina Müller-Elmau, die ab 23. September 1991 in insgesamt 6 Teilen in der ARD ausgestrahlt worden ist.
Im November 2019 gab es ein kleines Revival in der Show Das Duell um die Welt. Dort war es die Aufgabe von Gosejohann Comedystreet Taiwan zu drehen.